# Jesús Sánchez (ur. 1989)
Jesús Enrique „Chapo” Sánchez García (ur. 31 sierpnia 1989 w San Luis Río Colorado) – meksykański piłkarz występujący na pozycji prawego obrońcy, prawego pomocnika lub prawego skrzydłowego.

## Kariera klubowa
Sánchez urodził się w leżącej na granicy meksykańsko-amerykańskiej miejscowości San Luis Río Colorado w stanie Sonora, jednak wychowywał się w pobliskim mieście Caborca. Jest wychowankiem tamtejszej amatorskiej drużyny Héroes de Caborca, w której barwach występował w czwartej lidze meksykańskiej. Jego udane występy zaowocowały przenosinami do akademii juniorskiej klubu Chivas de Guadalajara, do którego seniorskiego zespołu został włączony dwa lata później – po występach w drugoligowych i trzecioligowych rezerwach – przez szkoleniowca José Luisa Reala, bezpośrednio po odejściu podstawowych napastników ekipy – Javiera Hernándeza i Omara Bravo. W meksykańskiej Primera División zadebiutował 7 sierpnia 2010 w wygranym 1:0 spotkaniu z San Luis, zaś premierowego gola strzelił 9 października tego samego roku w zremisowanej 2:2 konfrontacji z Querétaro. Począwszy od tamtego czasu został jednym z podstawowych graczy zespołu Chivas.
Do roli rezerwowego Sánchez został relegowany w styczniu 2014, po powrocie do drużyny trenera José Luisa Reala, wobec dużej konkurencji w formacji ofensywnej. W wiosennym sezonie Clausura 2015 dotarł z Chivas do finału pucharu Meksyku – Copa MX, natomiast pół roku później, w jesiennym sezonie Apertura 2015, triumfował w tych rozgrywkach, jednak w obydwu przypadkach sporadycznie pojawiał się na boiskach. Stopniowo był przesuwany coraz bliżej linii defensywy; zaczynając jako skrzydłowy, w kolejnych latach przeniesiono go najpierw do linii pomocy, a następnie na prawą obronę. W 2016 roku wygrał superpuchar Meksyku – Supercopa MX.
| Sezon     | Klub                  | Kraj   | Rozgrywki        | Mecze | Bramki |
| --------- | --------------------- | ------ | ---------------- | ----- | ------ |
| 2007/2008 | Héroes de Caborca     | Meksyk | Tercera División | 10    | 11     |
| 2007/2008 | CD Tapatío            | Meksyk | Ascenso MX       | 1     | 0      |
| 2008/2009 | CD Tapatío            | Meksyk | Ascenso MX       | 10    | 0      |
| 2009/2010 | Chivas Rayadas        | Meksyk | Segunda División | 35    | 3      |
| 2010/2011 | Chivas de Guadalajara | Meksyk | Liga MX          | 26    | 1      |
| 2011/2012 | Chivas de Guadalajara | Meksyk | Liga MX          | 30    | 1      |
| 2012/2013 | Chivas de Guadalajara | Meksyk | Liga MX          | 32    | 0      |
| 2013/2014 | Chivas de Guadalajara | Meksyk | Liga MX          | 20    | 0      |
| 2014/2015 | Chivas de Guadalajara | Meksyk | Liga MX          | 10    | 0      |
| 2015/2016 | Chivas de Guadalajara | Meksyk | Liga MX          | 11    | 0      |
| 2016/2017 | Chivas de Guadalajara | Meksyk | Liga MX          |       |        |